# Albin Heimann

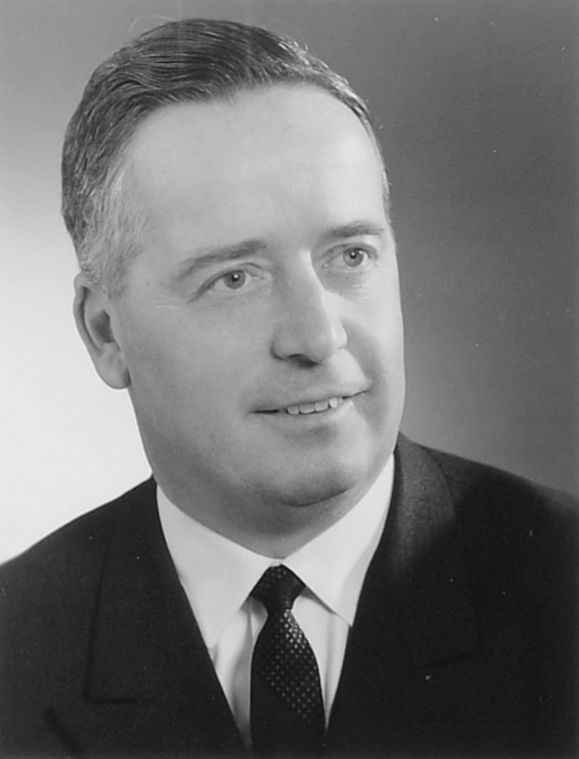
Albin Heimann

Albin Melchior Heimann (* 16. März 1914 in Zürich; † 19. Dezember 2015 in Kilchberg ZH; heimatberechtigt in Hasliberg, Zürich und Kilchberg) war ein Schweizer Unternehmer und Politiker des Landesrings der Unabhängigen (LdU).

## Biografie

### Familie und berufliche Laufbahn
Der reformiert getaufte, gebürtige Zürcher Albin Heimann, Sohn des Webermeisters Melchior Heimann, absolvierte nach seinem Pflichtschulabschluss eine kaufmännische Ausbildung. Der im Anschluss in seinem erlernten Beruf eingesetzte Heimann gründete 1944 die international tätige Immobilienfirma Prohaus AG, aus der er sich als Besitzer des Unternehmens 2006 altersbedingt zurückzog. Von 1958 bis 1976 fungierte er als gewähltes Mitglied der Verwaltungsdelegation des Migros-Genossenschafts-Bundes (MGB); ihm waren die industriellen Betriebe des MGB unterstellt. In der Schweizer Armee diente er im Rang eines Obersten der Infanterie. Heimann war mit der 2008 verstorbenen Elsa geborene Räpsch verheiratet.

### Politische Funktionen
Der dem Landesring der Unabhängigen (LdU) beigetretene Albin Heimann vertrat seine Partei 1942 sowie von 1951 bis 1963 im Zürcher Kantonsrat. In seinem letzten Amtsjahr versah er die Funktion des Präsidenten. 1967 erfolgte seine Wahl in den Ständerat, dem er bis 1979 angehörte, davon in seiner letzten Amtsperiode als Parteiloser. In seiner Funktion als Präsident der Migrol lancierte Heimann einen ersten Versuch zum Vertrieb bleifreien Benzins, das ohne diesbezügliche staatliche Vorschriften noch nicht abgesetzt werden konnte. Heimann, erklärter Befürworter der freien Marktwirtschaft mit sozialer Verantwortung, sprach sich wiederholt für einen teilweisen Abbau der staatlichen Regulierungen und Subventionen in der Landwirtschaft aus.

## Publikationen
- Landwirtschaft: Wirtschaften statt Subventionieren. Zürich: Ex Libris 1968.
- Berglandwirtschaft. Wirtschaften statt Subventionieren. Gestalten statt Verwalten. Zürich: Ex Libris 1974.
- Schlussbericht der Studienkommission für die Revision der Umsatzbesteuerung: vom 19. Januar 1983 an das Eidgenössische Finanzdepartement. Bern: Eidgenössische Drucksachen- und Materialzentrale 1983.